# Jannine Weigel
Pour les articles homonymes, voir Weigel.
Jannine Weigel (thaï : ญานนีน ภารวี ไวเกล) ou nom de scène Ploychompoo (thaï : พลอยชมพู) (30 juillet 2000 - ) de son vrai nom est une chanteuse pop thaïlandaise.

## Biographie
Jannine Weigel est chanteuse depuis 2010.

## Discographie

### Single
- Chak Din Chak Ngo ชักดิ้นชักงอ
- Pluto
- Still Your Girl
- Shotgun
- Guard Your Heart
- Away ปลิว[4]
- Finish Line
- Because of You อาจเป็นเพราะ[5]
- I'm Glad ดีใจ
- Zurück Zu Dir
- Deep End
- Strangled Love
- Heart Stop
- Ghostbuster
- Pak Rai Jai Rak ปากร้ายใจรัก
- Too Late สายไป
- Lonely เหงา
- Words
- Tears น้ำตา
- A Little More
- Better